# St-Gregorius College
Het St-Gregorius College in Utrecht was van 1873 tot 2024 een van oorsprong rooms-katholieke middelbare school voor vwo, havo en vmbo-tl. De naam is afgeleid van de heilige Gregorius van Utrecht, die in de achtste eeuw in Utrecht leefde.

## Geschiedenis
Op 13 augustus 1873 werd de school gesticht in een pand aan de Ganzenmarkt. Aan het begin van de twintigste eeuw verhuisde de school naar de locatie aan de Nobeldwarsstraat. In 1964 werd de school een scholengemeenschap (zowel mavo- als havoniveau) waarna in 1990 een vwo-afdeling werd toegevoegd. In 2009 werd een pand aan de Van Asch van Wijckskade toegevoegd aan de school.
In 2018 werd de vrije school Waldorf Utrecht toegevoegd aan het aanbod, twee jaar later gevolgd door Descart. Vanaf 2020 bood de school twee leerwegen aan: de middelbare vrije school Waldorf Utrecht (vanaf 2018) en de vwo-/havo-school voor design, science & art Descart. Tevens werd een Brugjaar Jan Ligthart aangeboden. In 2022 startten het Limus College en de TopHavo van het Globe College. De reguliere leerroute 'Gregorius' werd tussen 2020 en 2024 uitgefaseerd.
In 2024 verhuisde Waldorf Utrecht naar het gebouw aan de Van Asch van Wijckskade 20 en Descart naar een locatie aan de Grebbeberglaan. De school bestaat voort in diverse zelfstandige locaties: Waldorf Utrecht, Descart, Limus College, de TopHavo van het Globe en de voorziening Brugjaar Jan Ligthart.

## Locaties
Het college kende verschillende locaties:
- Nieuwegracht 21, inmiddels een Bed & Breakfast
- Nobeldwarsstraat 9, vmbo-onderwijs en sinds 2018 Waldorf Utrecht.
- Van Asch van Wijckskade 20, havo-/vwo-onderwijs, vanaf 2020 Descart en sinds 2024 Waldorf Utrecht.
- Grebbeberglaan 7: per 2024 de locatie van Descart.
- Oesterzwam 1, per 2022 locatie van het Limus College.
- Bontekoelaan 1, nieuwe locatie van het Globe College. Het Globe College was gehuisvest aan de Grebbeberglaan, waarvandaan 2024 Descart naartoe verhuisde.

## Zusterscholen
Zusterscholen waren onder andere:
- Panagiotopoulos School (Athene, Griekenland)
- Istituto Tecnico Sperimentale per Atività Sociali' Sandro Pertini' (Campobasso, Italië)
- Škofijska klasična Gimnazija (Ljubljana, Slovenië)
- Wilma-Rudolph-Oberschule (Berlijn, Duitsland)
- Robert Schumann Gymnasium (Leipzig, Duitsland)

## Activiteiten
Elk jaar werd de 'Gregoriusshow' georganiseerd. Deze voorstellingen vonden plaats in de nabijgelegen Stadsschouwburg Utrecht.